# سلعة فبلين

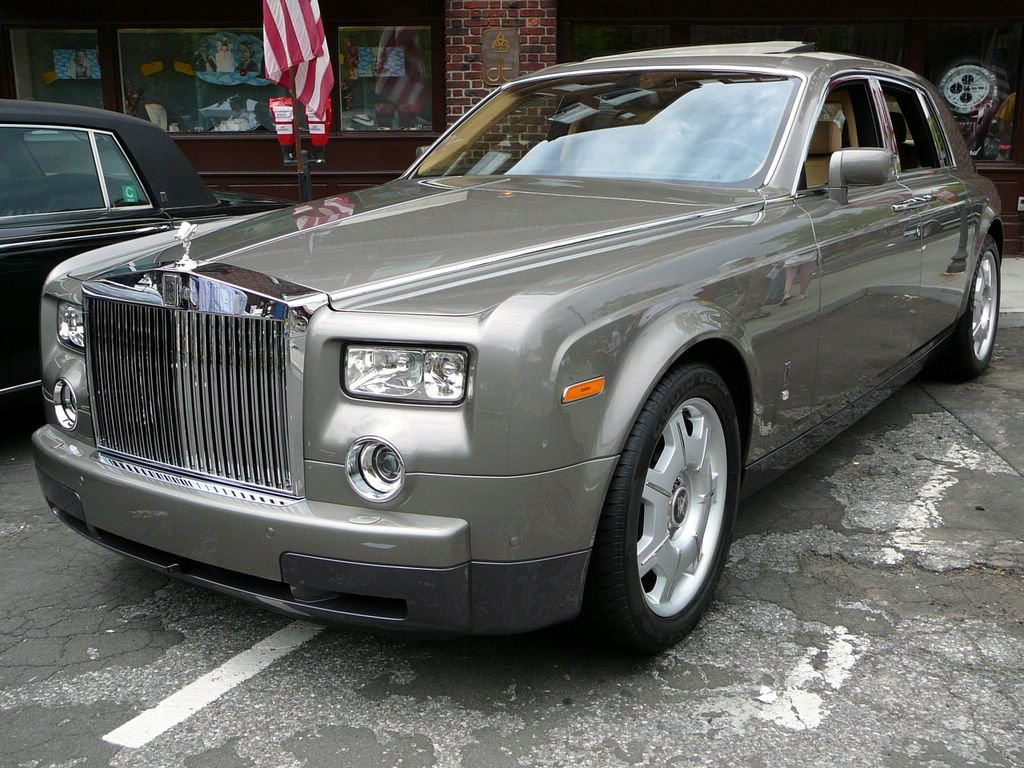
تعتبر السيارات الفاخرة مثال لسلعة فبلين حيث انها من المنتجات الاستهلاكية المرغوبة بسبب ارتفاع أسعارها.

سلعة فبلين (بالإنجليزية: Veblen good) هي نوع من أنواع السلع الفاخرة التي يزيد الطلب عليها بشكل كبير مع زيادة السعر، في تناقض واضح مع قانون الطلب، مما يؤدي إلى منحنى طلب مائل إلى الأعلى. وقد يجعل السعر الأعلى للمنتج مرغوبًا فيه كرمز للمكانة الاجتماعية.
سميت سلع فبلين باسم الاقتصادي الأمريكي ثورستين فبلين الذي حدد لأول مرة الاستهلاك الذي يظهر كأسلوب للبحث عن مكانة اجتماعية في نظرية الطبقة المترفة (1899). والنتيجة الطبيعية لتأثير فيبلين هي أن خفض السعر يقلل من الطلب علي السلعة .

## مفاهيم ذات صلة

الشمبانيا هي مثال على سلعة فيبلين القابلة للاستهلاك.

يعد تأثير فيبلين واحدًا من الانحرافات في نظرية الطلب في الاقتصاد الجزئي. وتشمل التأثيرات ذات الصلة:
- تأثير الخداع: تفضيل السلع لأنها تختلف عن تلك التقليدية بشكل عام؛ بمعنى آخر، رغبة المستهلكين في استخدام منتجات حصرية، فإن السعر هو الجودة.[2]
- القانون العام لميزان الأعمال: يشير السعر المنخفض للسلعة إلى أن جودة المنتج قد تكون قليلة ، أي «تحصل على ما تدفع مقابله».
- مغالطة اليد الساخنة: وقع مشترو الأسهم فريسة للمغالطة القائلة بأن الزيادات السابقة في الأسعار تشير إلى زيادات في الأسعار في المستقبل.[3] الأسباب المنطقية الأخرى لشراء أسهم مرتفعة السعر هي أن المشترين السابقين الذين قاموا بعطاءات السعر دليل على جودة السلعة ، أو على العكس من ذلك ، أن السعر المنخفض للسلعة قد يكون دليلاً على مشكله بها.

في بعض الأحيان ، تزداد قيمة السلعة الجيدة مع زيادة عدد المشترين أو المستخدمين. يسمى هذا بتأثير العربة عندما يعتمد على نفسية شراء منتج لأنه يبدو شائعًا ، أو تأثير الشبكة عندما يزيد عدد كبير من المشترين أو المستخدمين من قيمة سلعة ما. على سبيل المثال، مع زيادة عدد الأشخاص الذين لديهم هواتف أو حسابات على فيسبوك، لأن المستخدم يمكنه الوصول إلى المزيد من الأشخاص. ومع ذلك ، لا تشير أي من هذه التأثيرات إلى أنه عند مستوى معين من التشبع ، فإن رفع السعر من شأنه أن يعزز الطلب.
تمت مناقشة بعض هذه التأثيرات في مقال نشره الاقتصادي هارفي ليبنشتاين عام 1950. تم استدعاء الأمثلة المضادة سميت بتأثير انعكاس فبلين Counter-Veblen.